# 346. п. н. е.

## Догађаји
- Филократов мир